# وهبی کوچ
وهبی کوچ (به انگلیسی: Vehbi Koç) (زاده ۲۰ ژوئیه ۱۹۰۱ - درگذشته ۲۵ فوریه ۱۹۹۶) کارآفرین و نیکوکار ترکیه‌ای بود، که چندین شرکت بزرگ مانند کوچ هولدینگ، آیگاز و آرچلیک را تأسیس نمود.
وی در زمان حیاتش ثروتمندترین فرد ترکیه به‌شمار می‌آمد و هم‌اکنون خانواده کوچ که وی بنیانگذارش بود، به‌عنوان ثروتمندترین خانواده ترک محسوب می‌شود. امروزه شرکت کوچ هولدینگ مالک شرکت‌هایی چون: توفاش، اوتوکار، فورد اتوسان، گروندیگ، کارسان، تاپراش، آرچلیک می‌باشد.